# Frohen-sur-Authie
 Frohen-sur-Authie  es una población y comuna francesa, en la región de Picardía, departamento de Somme, en el distrito de Amiens y cantón de Bernaville.
La comuna se formó el 1 de enero de 2007 por la fusión de Frohen-le-Grand y Frohen-le-Petit, emplazándose el ayuntamiento en la primera de estas.

## Demografía
| 275 | 259 | 246 | 212 | 201 | 199 |
| Para los censos de 1962 a 1999 la población legal corresponde a la población sin duplicidades (Fuente: INSEE [Consultar]) |     |     |     |     |     |